# Stati arabi del Golfo Persico

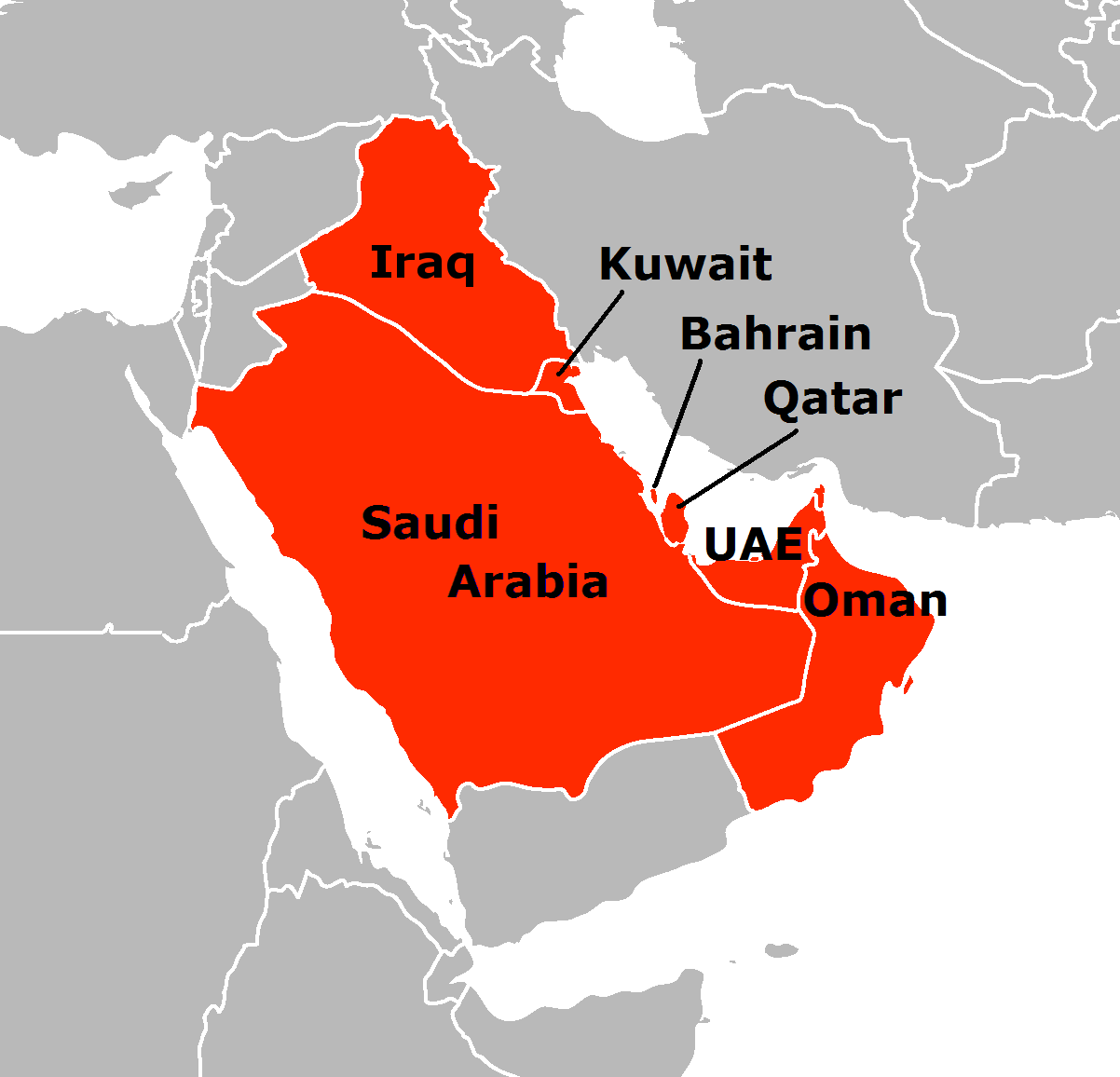
La costa del Golfo Persico costeggia sette paesi arabi sulle sue coste occidentali e l'Iran a est. (La penisola di Musandam dell'Oman incontra il Golfo Persico nello Stretto di Hormuz).

Gli Stati arabi del Golfo Persico sono i sette Stati arabi che confinano con il Golfo Persico, vale a dire Bahrein, Kuwait, Iraq, Oman, Qatar, Arabia Saudita ed Emirati Arabi Uniti (EAU). Tutti gli stati del Golfo si trovano nella penisola arabica tranne l'Iraq. Tutti questi Stati, eccetto l'Iraq, fanno parte del Consiglio di cooperazione del Golfo (GCC), e preferiscono usare il termine "Golfo Arabico" al posto del nome storico del Golfo Persico.

## Politica
Alcuni stati sono monarchie costituzionali con parlamenti eletti. Il Bahrain (Majlis al Watani) e il Kuwait (Majlis al Ummah) hanno legislature con membri eletti dalla popolazione.
Il Sultanato dell'Oman ha anche un consiglio consultivo (Majlis ash-Shura) che viene eletto dal popolo. Negli Emirati Arabi Uniti, che costituiscono una federazione di sette emirati monarchici, il Consiglio nazionale federale funziona solo come organo consultivo, ma alcuni dei suoi membri sono scelti tramite un collegio elettorale limitato e nominato dai sette governanti. L'Arabia Saudita rimane una monarchia ereditaria con una rappresentanza politica limitata. In Qatar, è stato proposto un parlamento nazionale eletto che è iscritto nella nuova costituzione, ma le elezioni devono ancora tenersi. L'Arabia Saudita e il Qatar sono i due stati arabi e monarchie assolute a non aver mai tenuto elezioni come nazioni istitutive nel 1932 e 1971.

## Cultura
Gli stati arabi del Golfo Persico sono culturalmente vicini gli uni agli altri, ad eccezione dell'Iraq. L'Islam dà forma alla maggior parte delle tradizioni e dei costumi culturali.
Gli abitanti della costa dell'Arabia orientale condividono culture e stili musicali simili come fijiri, sawt e liwa. Il tratto culturale più evidente degli arabi dell'Arabia orientale è il loro orientamento verso il mare. La focalizzata vita marittima nei piccoli stati arabi ha portato a una società orientata al mare, dove i mezzi di sussistenza sono stati tradizionalmente guadagnati nelle industrie marine.
Prima che nella formazione del Consiglio di cooperazione del Golfo nel 1981, il termine "Khaleeji" era usato esclusivamente per riferirsi agli abitanti dell'Arabia orientale. Storicamente, "Khaleeji" significava discendenti degli Ittiofagi, i "mangiatori di pesce" che vivevano sulla costa.

## Libertà di stampa
La stampa negli stati arabi del Golfo Persico ha diversi gradi di libertà con il Kuwait in cima alla classifica con una stampa vivace che gode di molta più libertà rispetto ai suoi omologhi del Golfo Persico secondo Freedom House e Reporter senza frontiere. Entrambe le organizzazioni classificano la stampa del Kuwait come il più libero di tutti gli stati arabi del Golfo Persico. Il Qatar e l'Oman sono rispettivamente al secondo e terzo posto nelle classifiche regionali.

## Pace
I sei stati arabi del Golfo Persico si trovano in una regione instabile e i loro sei governi, con vari gradi di successo e impegno, cercano di promuovere la pace nei loro paesi e in altri paesi. Tuttavia, i paesi arabi nella regione del Golfo Persico - in particolare Arabia Saudita e Qatar - sono accusati di finanziare militanti islamisti come Hamas e la Fratellanza Musulmana. Secondo il Global Peace Index del 2016 dell'Institute of Economics and Peace (IEP), i sei governi hanno avuto diversi gradi di successo nel mantenere la pace tra i rispettivi confini con il Qatar classificato al primo posto tra i suoi pari regionali come il più pacifico regionale e centrale Nazione orientale (e classificata 34 in tutto il mondo) mentre il Kuwait è al secondo posto sia nella regione regionale che in quella del Medio Oriente (e 51 in tutto il mondo) seguito dagli Emirati Arabi Uniti al terzo posto (61 in tutto il mondo).

## Economia

Mappa dei membri del Consiglio di cooperazione del Golfo (l'Iraq non è membro).

Tutti questi stati arabi hanno entrate significative dal petrolio. Gli Emirati Arabi Uniti stanno diversificando con successo l'economia. Il 79% del PIL totale degli Emirati Arabi Uniti proviene da settori non petroliferi. Il petrolio rappresenta solo il 2% del PIL di Dubai. Il Bahrein ha la prima economia "post-petrolio" del Golfo Persico. Dalla fine del XX secolo, il Bahrain ha investito pesantemente nei settori bancario e turistico. La capitale del paese, Manama, ospita molte grandi strutture finanziarie. Il Bahrain e il Kuwait hanno un indice di sviluppo umano elevato.
Inoltre, i piccoli stati costieri (soprattutto Bahrain e Kuwait) erano centri dei commerci di successo prima del petrolio. Anche l'Arabia orientale aveva importanti banche di perle, ma l'industria delle perle crollò negli anni '30 dopo lo sviluppo dei metodi di coltivazione delle perle da parte degli scienziati giapponesi.
Secondo la Banca mondiale, la maggior parte di questi stati arabi sono stati i donatori più generosi al mondo di aiuti in percentuale del PIL.